# Seznam uměleckých realizací ve veřejném prostoru v Dejvicích
Seznam uměleckých realizací v Dejvicích v Praze 6 obsahuje tvorbu výtvarných umělců umístěnou ve veřejném prostoru v katastrálním území Dejvice. Seznam je řazen podle ulic a nemusí být úplný.

## Seznam uměleckých realizací
| Název                                                                   | Fotografie                                                                            | Lokace                                                            | Autor                                                             | Rok       | Popis                                                     | Poznámka |
| ----------------------------------------------------------------------- | ------------------------------------------------------------------------------------- | ----------------------------------------------------------------- | ----------------------------------------------------------------- | --------- | --------------------------------------------------------- | --- |
| Ležící dívka                                                            |                                                                                       | Banskobystrická 50°6′0,64″ s. š., 14°23′30,97″ v. d.              | Josef Nálepa (1936–2012)                                          | 1972      | socha, vápenec                                            | volný prostor |
| Dekorativní stěny vstupů do obytného domu (5)                           | Kategorie „Domovní znamení (Banskobystrická)“ na Wikimedia Commons                    | Banskobystrická 50°5′58,21″ s. š., 14°23′30,91″ v. d.             | Ivan Racek (1924–2003)                                            | 1960–1969 | dekorativní stěna, beton                                  | č.p. 2085/1, 2084/3, 2083/5, 2082/7, 2081/9                                                                                    |
| Fontána                                                                 |                                                                                       | Čínská 1950/33 50°6′30,03″ s. š., 14°23′24,67″ v. d.              | Josef Nálepa (1936–2012)                                          | 1973      | fontána, pískovec beton                                   | mateřská škola |
| Column/Nebessloup                                                       |                                                                                       | Evropská/Gymnasijní/Kafkova 50°5′57,46″ s. š., 14°23′17,65″ v. d. | Rudolf Burda (*1973)                                              | 2022      | plastika; nerez                                           | prostor mezi E-Gate PPF a Telehouse                                                                                            |
| Dutá torza (†)                                                          |                                                                                       | Evropská 1692/37 50°5′56,8″ s. š., 14°22′28,51″ v. d.             | Aleš Grim (1927–1994)                                             | 1972      | socha; bronz, travertin                                   | součást výtvarného řešení rekonstruované trasy Kladenská - Velvarská 1964–1972                                                 |
| Dynamika revoluce                                                       | Kategorie „Dynamika revoluce (Martin Sladký)“ na Wikimedia Commons                    | Evropská 50°6′1,7″ s. š., 14°23′36,07″ v. d.                      | Martin Sladký (1920–2015)                                         | 1978      | mozaika, kámen                                            | Metro A-Dejvická průchod mezi východním a západním vestibulem                                                                  |
| Plameny revoluce                                                        | Kategorie „Plameny revoluce (Martin Sladký)“ na Wikimedia Commons                     | Evropská 50°6′1,61″ s. š., 14°23′33,34″ v. d.                     | Martin Sladký (1920–2015)                                         | 1978      | mozaika, kámen                                            | Metro A-Dejvická průchod mezi východním a západním vestibulem                                                                  |
| Portrét V. I. Lenina doprovozený verši V. Majakovského (†)              |                                                                                       | Evropská 50°6′1,44″ s. š., 14°23′31″ v. d.                        | Vendelín Zdrůbecký (1923–1986)                                    | 1978      | reliéf, bronz                                             | Metro A-Dejvická západní vestibul zakryto obchodem                                                                             |
| Skleněná stěna ve východním vestibulu (†)                               |                                                                                       | Evropská 50°6′1,82″ s. š., 14°23′39,31″ v. d.                     | Vilém Veselý Pavel Werner Josef Kochrda                           | 1978      | reliéf, sklo                                              | Metro A-Dejvická východní vestibul zakryto obchodem                                                                            |
| Fontána pro hotel                                                       |                                                                                       | Evropská 370/15 50°6′0,03″ s. š., 14°23′24,7″ v. d.               | Michal Uher Jozef Kaliský                                         | 1990      | fontána                                                   | hotel Diplomat |
| Setkání u studny                                                        | Kategorie „Setkání u studny (Bedřich Stefan)“ na Wikimedia Commons                    | Evropská 616/46 50°5′58,97″ s. š., 14°22′57,79″ v. d.             | Bedřich Stefan (1896–1982)                                        | 1972      | socha, pískovec                                           | součást výtvarného řešení rekonstruované trasy Kladenská - Velvarská 1964–1972; roku 2017 bylo původní sousoší nahrazeno kopií |
| Žena se psem (†)                                                        |                                                                                       | Evropská                                                          | Jiří Lang (*1927)                                                 |           | socha, laminát                                            | odvezeno autorem do ateliéru (Příbram?) )                                                                                      |
| Vítěz                                                                   | Kategorie „Vítěz (Olbram Zoubek)“ na Wikimedia Commons                                | Generála Píky 50°5′55,01″ s. š., 14°23′17,8″ v. d.                | Olbram Zoubek (1926–2017)                                         | 1981      | socha                                                     | Telefonní ústředna; roku 2019 bylo znovu osazeno na fasádu veřejně přístupného atria nové administrativní budovy               |
| Nikola Tesla                                                            | Kategorie „Nikola Tesla monument in Prague“ na Wikimedia Commons                      | Jugoslávských partyzánů 50°6′20,25″ s. š., 14°23′39,33″ v. d.     | Stefan Milkov (*1955) Jiří Trojan                                 | 2014      | bronz                                                     | park |
| Domovní znamení (10)                                                    | Kategorie „House signs in Kafkova street“ na Wikimedia Commons                        | Kafkova 50°5′56,05″ s. š., 14°23′29,39″ v. d.                     | neuveden                                                          | 1950–1969 | domovní znamení, beton                                    | Kafkova č.p. 1402/39, 1403/41, 1404/43, 1405/45, 1432/47, 1456/49, 1458/51, 1459/53, 1460/55, 1462/57                          |
| Kniha                                                                   | Kategorie „Kniha (Stanislav Libenský, Jaroslava Brychtová)“ na Wikimedia Commons      | Kolejní 50°6′19,94″ s. š., 14°23′21,37″ v. d.                     | Stanislav Libenský (1921–2002) Jaroslava Brychtová (1924–2020)    | 1985      | socha; sklo, kov                                          | ČVUT menza |
| Reliéfy pro hotel                                                       | Kategorie „Reliéfy pro hotel International (Ludvík Kodym)“ na Wikimedia Commons       | Koulova 1501/15 50°6′33,78″ s. š., 14°23′36,74″ v. d.             | Ludvík Kodym (*1922)                                              | 1955–1957 | reliéf, kámen                                             | hotel International |
| Sputnik                                                                 | Kategorie „Sputnik (Zdeněk Němeček)“ na Wikimedia Commons                             | Na Babě 1779/9 50°6′53,46″ s. š., 14°23′11,14″ v. d.              | Zdeněk Němeček (1931–1989)                                        | 1960      | herní prvek; beton, sklolaminát                           | Dům Palička; původně umístěn ve Stromovce v Bubenči                                                                            |
| Pomník Josefa Masopusta                                                 | Kategorie „Statue of Josef Masopust“ na Wikimedia Commons                             | Na Julisce 50°6′36,68″ s. š., 14°23′17,92″ v. d.                  | Josef Nálepa (1936–2012)                                          | 2012      | socha; bronz, žula                                        | odhaleno 31. května; u sportovního areálu Juliska                                                                              |
| Umělecká díla v Hotelu Praha (†)                                        |                                                                                       | Sušická 2450/20 50°6′9,73″ s. š., 14°22′42,17″ v. d.              | kolektiv autorů                                                   | 1979–1980 | fontány, mozaiky, osvětlení, reliéfy, sochy, vitráže (11) | Hotel Praha |
| Koně                                                                    | Kategorie „Fountain at Šabachův park“ na Wikimedia Commons                            | Šabachův park 50°5′53,42″ s. š., 14°23′51,37″ v. d.               | Michal Gabriel (*1960)                                            | 2008      | fontána, 3 sochy; bronz; 145cm                            | odhaleno v dubnu; park |
| Schoulená                                                               | Kategorie „Schoulená“ na Wikimedia Commons                                            | Šárecká 50°6′45,87″ s. š., 14°22′49,27″ v. d.                     | Oskar Kozák (1909–2004)                                           | 1983      | socha, vápenec                                            | křižovatka ulic Matějská a Šárecká                                                                                             |
| Hodiny s informační tabulí areálu ČVUT                                  | Kategorie „Hodiny a informační tabule ČVUT (Dejvice)“ na Wikimedia Commons            | Technická 50°6′7,39″ s. š., 14°23′33,8″ v. d.                     | neuveden                                                          | 1980      | informační systém, slitiny železa a neželezné kovy        | ČVUT hlavní osa ulice |
| Emblém na průčelí Elektrotechnické fakulty ČVUT                         | Kategorie „Fakulta elektrotechnická ČVUT-emblém (Alois Fišárek)“ na Wikimedia Commons | Technická 1902/2 50°6′8,87″ s. š., 14°23′33,92″ v. d.             | Alois Fišárek (1906–1980)                                         |           | emblém, měděný plech                                      | Fakulta elektrotechnická ČVUT 1965 návrh                                                                                       |
| Ozdobná dělicí mříž (Fakulta elektrotechnická)                          | Kategorie „Ozdobná dělící mříž (Josef Liesler)“ na Wikimedia Commons                  | Technická 1902/2 50°6′9,24″ s. š., 14°23′34,66″ v. d.             | Josef Liesler (1912–2005)                                         | 1964      | mříž; kov, barevné sklo                                   | Fakulta elektrotechnická ČVUT, vstupní hala                                                                                    |
| Emblém na průčelí Strojní fakulty ČVUT                                  | Kategorie „Fakulta strojní ČVUT-emblém (Alois Fišárek)“ na Wikimedia Commons          | Technická 1902/4 50°6′11,43″ s. š., 14°23′29,3″ v. d.             | Alois Fišárek (1906–1980)                                         |           | emblém, měděný plech                                      | Fakulta strojní ČVUT 1965 návrh                                                                                                |
| Ozdobná dělicí mříž (Fakulta strojní)                                   |                                                                                       | Technická 1902/4 50°6′11,61″ s. š., 14°23′29,67″ v. d.            | Milan Halaška (*1922)                                             | 1964      | mříž, kov                                                 | Fakulta strojní ČVUT, vstupní hala                                                                                             |
| Turbína                                                                 | Kategorie „Turbína (Dejvice)“ na Wikimedia Commons                                    | Technická 50°6′11,35″ s. š., 14°23′28,32″ v. d.                   | neuveden                                                          | 2004      | socha, ocel                                               | před Fakultou strojní ČVUT |
| Průniky                                                                 | Kategorie „Průniky (Marian Karel)“ na Wikimedia Commons                               | Technická 50°6′8,19″ s. š., 14°23′33,83″ v. d.                    | Marian Karel (*1944)                                              | 2014      | žula, sklo, kov                                           | areál ČVUT |
| Lavička Ferdinanda Vaňka                                                | Kategorie „Lavička Ferdinanda Vaňka“ na Wikimedia Commons                             | Technická 50°6′12,1″ s. š., 14°23′25,8″ v. d.                     | Lea Dostálová Petr Pištěk                                         | 2017      | mobiliář, ocel                                            | odhaleno 18. prosince; areál ČVUT                                                                                              |
| Vlajkové stožáry (5)                                                    |                                                                                       | Technická, Thákurova 50°6′15,58″ s. š., 14°23′20,14″ v. d.        | Eduard Řepka (*1933)                                              | 1978 1984 | stožáry, kov                                              | fakulty stavební, strojní, elektrotechnická, Studentský dům                                                                    |
| Mozaika Velké posluchárny ČVUT                                          | Kategorie „Mozaika Velké posluchárny ČVUT (Martin Sladký)“ na Wikimedia Commons       | Thákurova 2077/7 50°6′13,84″ s. š., 14°23′18,59″ v. d.            | Martin Sladký (1920–2016)                                         | 1972–1977 | mozaika, kámen                                            | Fakulta stavební ČVUT |
| Skleněné stély                                                          | Kategorie „Skleněné stély (Kapka Toušková, Bohumil Eliáš)“ na Wikimedia Commons       | Thákurova 2077/7 50°6′14,47″ s. š., 14°23′16,33″ v. d.            | Kapka Toušková (*1940) Bohumil Eliáš (1937–2005)                  | 1978      | skleněné stély, sklo                                      | Fakulta stavební ČVUT, schodišťová hala a atrium                                                                               |
| Stojící děvče                                                           |                                                                                       | Thákurova 2077/7 50°6′15,25″ s. š., 14°23′18,01″ v. d.            | Břetislav Benda (1897–1983) Milan Benda, Josef Bursík, Luděk Todl | 1980      | socha, bronz                                              | Fakulta stavební ČVUT, budova C, atrium                                                                                        |
| Figurální socha J. A. Komenský                                          |                                                                                       | Thákurova 2077/7 50°6′15,04″ s. š., 14°23′17,08″ v. d.            | Jan Hána (1927–1994)                                              | 1984      | socha, patinovaný bronz                                   | Fakulta stavební ČVUT, budova C, atrium                                                                                        |
| Pramen                                                                  | Kategorie „Prameník (Zdenek Hůla)“ na Wikimedia Commons                               | Thákurova 50°6′14,62″ s. š., 14°23′19,37″ v. d.                   | Zdenek Hůla (*1948)                                               | 1994      | prameník; žula, dub, kov                                  | před Fakultou stavební ČVUT |
| The Rolling House                                                       | Kategorie „The Rolling House“ na Wikimedia Commons                                    | Thákurova 50°6′17,14″ s. š., 14°23′23,56″ v. d.                   | John Hejduk (1929–2000) (návrh), studenti FA ČVUT (realizace)     | 2019      | mobilní stavba                                            | odhaleno 11. listopadu; před Fakultou architektury ČVUT                                                                        |
| Pomník kardinála Berana                                                 | Kategorie „Monument to Josef Beran in Dejvice“ na Wikimedia Commons                   | Thákurova 50°6′9,23″ s. š., 14°23′16,19″ v. d.                    | Stanislav Hanzík (1931–2021)                                      | 2009      | pomník, kámen                                             | odhaleno 7. prosince; před Arcibiskupským seminářem                                                                            |
| Lavice                                                                  | Kategorie „Lavice (František Skála)“ na Wikimedia Commons                             | Velvarská 50°5′55,07″ s. š., 14°22′32,23″ v. d.                   | František Skála (*1956)                                           | 2004      | plastika                                                  | Park Hadovka |
| Vstřícné kameny                                                         | Kategorie „Vstřícné kameny (Jasan Zoubek)“ na Wikimedia Commons                       | Velvarská 50°5′55,25″ s. š., 14°22′32,99″ v. d.                   | Jasan Zoubek (*1956)                                              | 2004      | socha, kámen                                              | Park Hadovka |
| El Niňo                                                                 | Kategorie „El Niňo (Stefan Milkov)“ na Wikimedia Commons                              | Velvarská 50°5′55,5″ s. š., 14°22′34,63″ v. d.                    | Stefan Milkov (*1955)                                             | 2004      | socha, bronz                                              | Park Hadovka |
| Cesta                                                                   | Kategorie „Cesta (Michal Gabriel)“ na Wikimedia Commons                               | Velvarská 50°5′55,48″ s. š., 14°22′36,42″ v. d.                   | Michal Gabriel (*1960)                                            | 2004      | socha, bronz                                              | Park Hadovka |
| Přelet                                                                  | Kategorie „Přelet (Stefan Milkov)“ na Wikimedia Commons                               | Velvarská 50°5′55,81″ s. š., 14°22′38,13″ v. d.                   | Stefan Milkov (*1955)                                             | 2004      | socha                                                     | Park Hadovka |
| Malý Marťan                                                             | Kategorie „Malý Marťan (Hadovka)“ na Wikimedia Commons                                | Dejvice Velvarská 50°5′55,96″ s. š., 14°22′39,48″ v. d.           | Jaroslav Róna (*1957)                                             | 2004      | socha, bronz                                              | Park Hadovka |
| Vzduchoplavec                                                           | Kategorie „Vzduchoplavec (František Skála)“ na Wikimedia Commons                      | Velvarská 50°5′56,16″ s. š., 14°22′41,26″ v. d.                   | František Skála (*1956)                                           | 2004      | socha; plast, ocel                                        | odhaleno 30. června; Park Hadovka                                                                                              |
| Pomník vojákům padlým na zahraničních bojištích během II. světové války | Kategorie „Památník československým zahraničním vojákům“ na Wikimedia Commons         | Vítězné náměstí 50°6′0,4″ s. š., 14°23′41,21″ v. d.               | Jiří Plieštik (*1956)                                             | 2004      | bronz                                                     | odhaleno 11. listopadu; jihozápadní část náměstí                                                                               |